# Atelier monétaire de Lugdunum

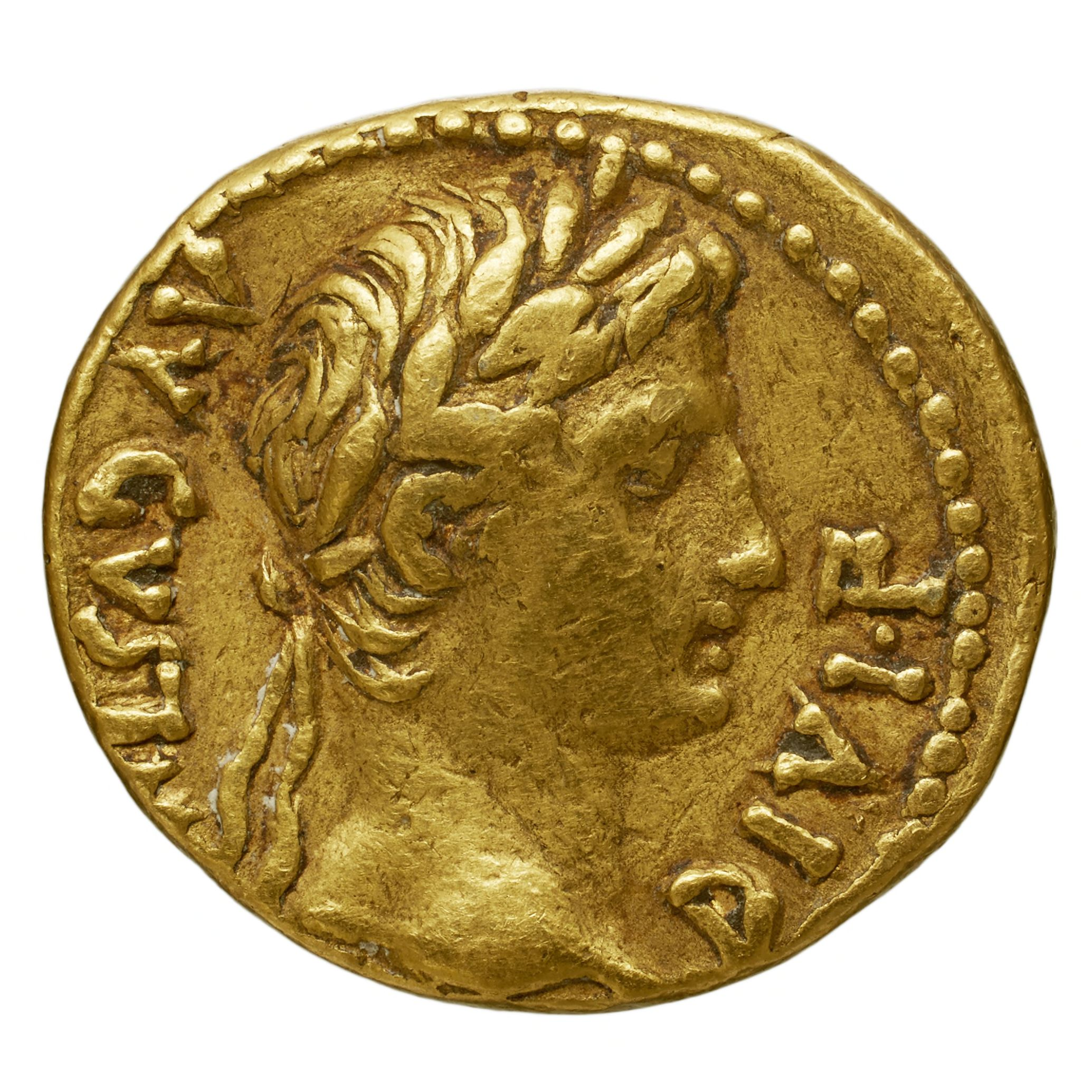
Aureus d'Auguste, Lyon

Le second atelier monétaire impérial est créé en 15 av. J.-C. à Lugdunum lorsque l'empereur Auguste réorganise le monnayage de l'Empire. Il deviendra l'un des plus grands du monde romain et frappe de très nombreux types de monnaies romaines.

## Histoire

### Naissance et production d'Auguste à Vespasien
Un atelier monétaire est créé à Lugdunum dès 43 av. J.-C., année de fondation de la cité. Les premières émissions furent frappées sous Lucius Munatius Plancus. En novembre 43, Marc Antoine devient le gouverneur de la Gaule Chevelue, il fit frapper deux émissions de  quinaires d'argent en décembre 43 puis en janvier 42. Les émissions entre 40 et 36 correspondraient à la présence d'Agrippa. En 36, sont émis  des bronzes  aux bustes adossés de César et d'Octave avec une proue de galère à l'avers . À partir de 40 on connaît quelques émissions d'Octave. 
Ce premier atelier est promu au rang d'atelier monétaire impérial en 15 av. J.-C. par Octave devenu Auguste. Il devient rapidement l'un des plus importants ateliers de l'Empire. L'atelier change alors de dimension, afin de subvenir à la solde des militaires cantonnés en Gaule ou dans les régions rhénanes notamment.
Entre 15 av. J.-C. et 64 après J.-C., sous les règnes de Tibère, Caligula, Claude et Néron, cet atelier de Lyon est le seul de l'Empire romain à frapper l'or et l'argent. Il est toutefois très difficile d'attester des frappes locales pour certaines périodes comme le principat de Claude ou de Néron. Le premier argument tient dans la parfaite continuité de style entre les frappes d'or et d'argent de Caligula et de Claude. Par ailleurs, de nombreuses pièces sont frappées de l'autel du Sanctuaire fédéral des Trois Gaules, qui sont un signe fort de l'origine des frappes. Certains chercheurs soulignent toutefois que la rareté de ces frappes fragilise cet argument, mais comme des faux monnayeurs ont repris cette ornementation, cela indique tout de même un certain succès.
Il est plus difficile encore de s'assurer de la production lyonnaise sous Néron, même si le consensus scientifique attribue à l'atelier rhodanien toutes les monnaies divisionnaires de bronze pourvues d'un petit globe sous l'effigie du droit. Après Néron, les certitudes s'effritent encore, même si la majorité des spécialistes estiment que la production existante sous Néron se poursuit sous Galba. En revanche, 
il semble ne plus y avoir de frappes sous Othon, qui n'aurait fait frapper qu'à Rome.
L'atelier est rouvert par Vitellius et il n'émet alors que des monnaies d'or et d'argent. Un style apparaît alors, très net sur les pièces d'or et d'argent, et probable également sur des monnaies de bronze. Cette certitude sur cette réouverture s'appuie sur le nombre de dupondii et d'as retrouvés sur le territoire de l'ancienne gaule. Et il semble peu probable qu'une autre ville que Lyon a pu accueillir cet atelier.

### Production de Clodius Albinus
Le prétendant Clodius Albinus, venant de Bretagne, s'arrête à Lugdunum et fait battre une série monétaire pour préparer son assaut contre Rome. L'atelier se monte rapidement et fonctionne quelques mois.

### Seconde période d'émission
L'atelier ferme en 78, pour ne rouvrir que très temporairement en 197, sous Clodius Albinus. Il faudra attendre la fin du IIIe siècle sous Aurélien, probablement en 274, pour que l'atelier reprenne réellement du service, du fait du regain d'activité des légions à payer en ces périodes troublées.
L'atelier joue à nouveau un rôle capital pour la production des monnaies officielles de l'Empire. Cependant à partir de 294, le pouvoir impérial décide de créer un atelier monétaire à Trèves, et l'atelier de Lyon se retrouve ainsi réduit au rang d'atelier complémentaire. Les activités de production se poursuivent durant le IVe siècle et jusqu'au début du Ve siècle, vers 413.

## Localisation
L'atelier monétaire n'a pas laissé  de traces archéologiques. Il pourrait être situé à proximité du lieu, non identifié par les archéologues, où était établie la garnison romaine. En effet, l'inscription épigraphique de la tombe d'un légionnaire a révélé que ce dernier avait été affecté à la cohors XVII lugdunensis ad monetam, cette expression montrant le rôle de cette cohorte urbaine, assurant la sécurité de l'atelier monétaire. 
Selon Adrien Bostmambrun (en 2010), « le lieu d'implantation géographique serait le secteur des thermes des Minimes : on juge probable qu'une garnison militaire basée dans la caserne au niveau du lycée St just, ait été affectée à la surveillance de l'atelier monétaire de Lugdunum, entre autres missions naturellement ».

## Inventaire des frappes
Ceci est un inventaire non exhaustif des frappes de l'atelier monétaire de Lyon, de sa fondation en 43 av. J.-C. et après sa transformation en atelier monétaire impérial en 15 av. J.-C. jusqu'à sa disparition en 413 :

### De43av. J.-C.à78
- quinaire de Marc Antoine de 43 av. J.-C.
- dupondius aux bustes adossés de César et Octave vers 36 av. J.-C.
- aureus d'Auguste et l'Apollon actien en 15 av. J.-C.
- denier d'Auguste et l'Apollon actien en 15 av. J.-C.
- aureus d'Auguste avec les Princes de la Jeunesse (de 2 av. J.-C. à +12 ?)
- sesterce d'Auguste à l'autel du Sanctuaire fédéral des Trois Gaules, dit "à l'autel de Lyon" (de 10 à 14)
- dupondius d'Auguste à l'autel du Sanctuaire fédéral des Trois Gaules, dit "à l'autel de Lyon" (de 10 à 14)
- as d'Auguste à l'autel du Sanctuaire fédéral des Trois Gaules, dit "à l'autel de Lyon" (de 10 à 14)
- semi en cuivre d'Auguste à l'autel du Sanctuaire fédéral des Trois Gaules, dit "à l'autel de Lyon" (de 10 à 14)
- quadrans en cuivre d'Auguste  à l'autel du Sanctuaire fédéral des Trois Gaules, dit "à l'autel de Lyon" (de 10 à 14)
- as de Tibère dit "à l'autel de Lyon" de 10
- denier de Tibère du type Pontif Maxim (pendant l'intégralité du règne de 14 à 37)
- quinaire en or de Tibère en 28
- denier de Caligula avec tête radiée du Divus Augustus, vers 37
- quadrans de Claude, vers 45
- aureus de Néron et d'Agrippine, en 55
- sesterce de Néron, en 65.
- as de Néron à l'autel de la Paix, en 66
- denier de Vitellius au type de Mars en 69
- aureus de Vespasien, en 73
- as de Vespasien du type de l'Équité (77 et 78)

### 196et197
- denier de Clodius Albinus avec deux revers différents possibles

### 274à413
- Antoninien de Maximien Hercule "à la paix"